# Sojuz TMA-10M
Sojuz TMA-10M – misja rosyjskiego statku Sojuz do Międzynarodowej Stacji Kosmicznej (ISS). Start nastąpił z kosmodromu Bajkonur 25 września 2013 r. o 22:58 CEST, natomiast lądowanie odbyło się 11 marca 2014 r. w Kazachstanie.
Załoga Sojuza TMA-10M w składzie: Rosjanie Oleg Kotow (dowódca statku) i Siergiej Riazanski (inżynier pokładowy) oraz Amerykanin Michael Hopkins (inżynier pokładowy) współtworzyła 37. i 38. stałą załogę ISS, zaś Oleg Kotow był dowódcą 38. załogi stacji.

## Załoga

### Podstawowa
- Oleg Kotow (3) – dowódca (Rosja)
- Siergiej Riazanski (1) – inżynier pokładowy (Rosja)
- Michael Hopkins (1) – inżynier pokładowy (USA)

### Rezerwowa
- Aleksandr Skworcow (2) – dowódca (Rosja)
- Oleg Artiemjew (1) – inżynier pokładowy (Rosja)
- Steven Swanson (3) – inżynier pokładowy (USA)

## Galeria

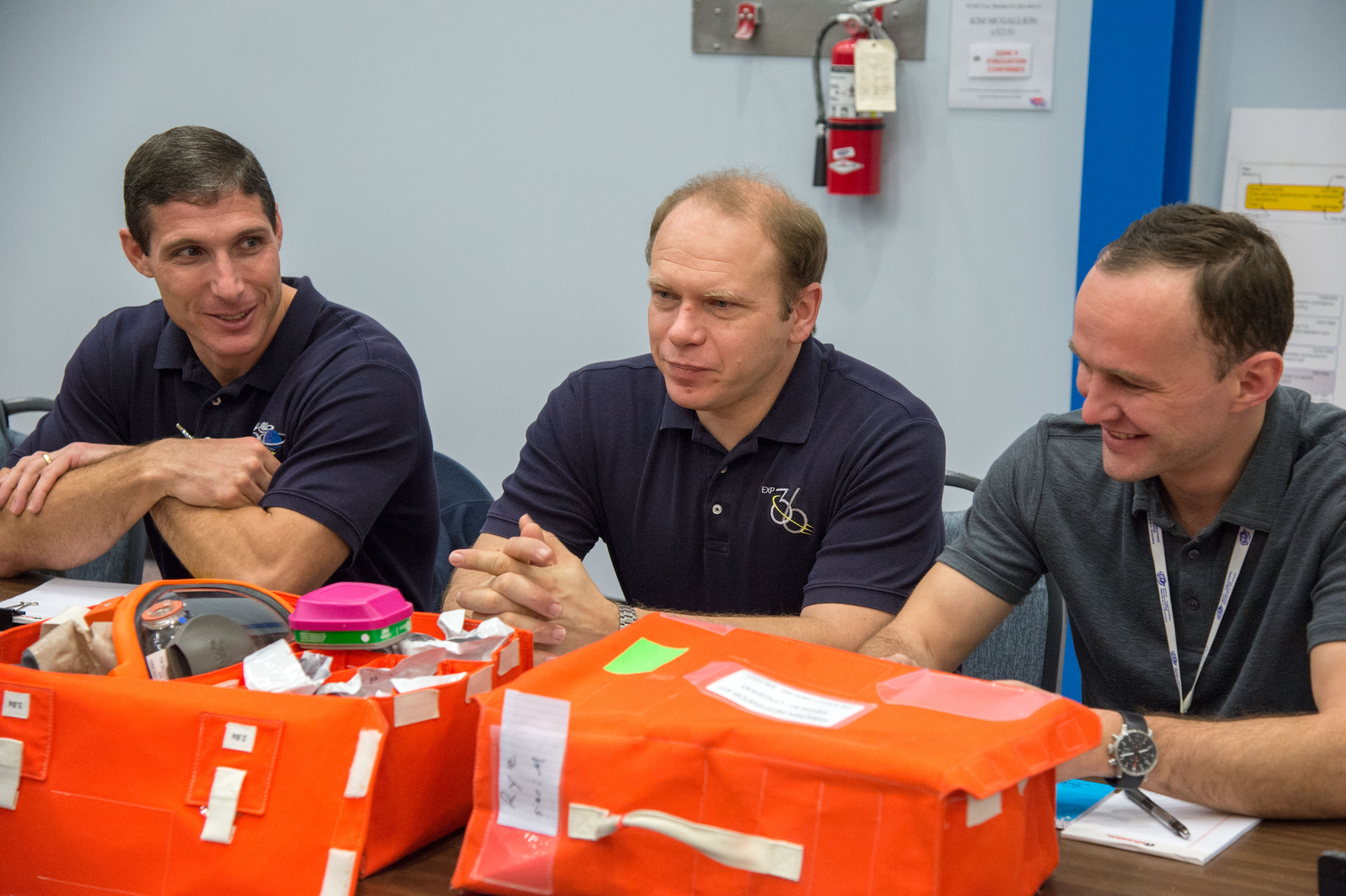
Załoga podczas treningu (24.01.2013)
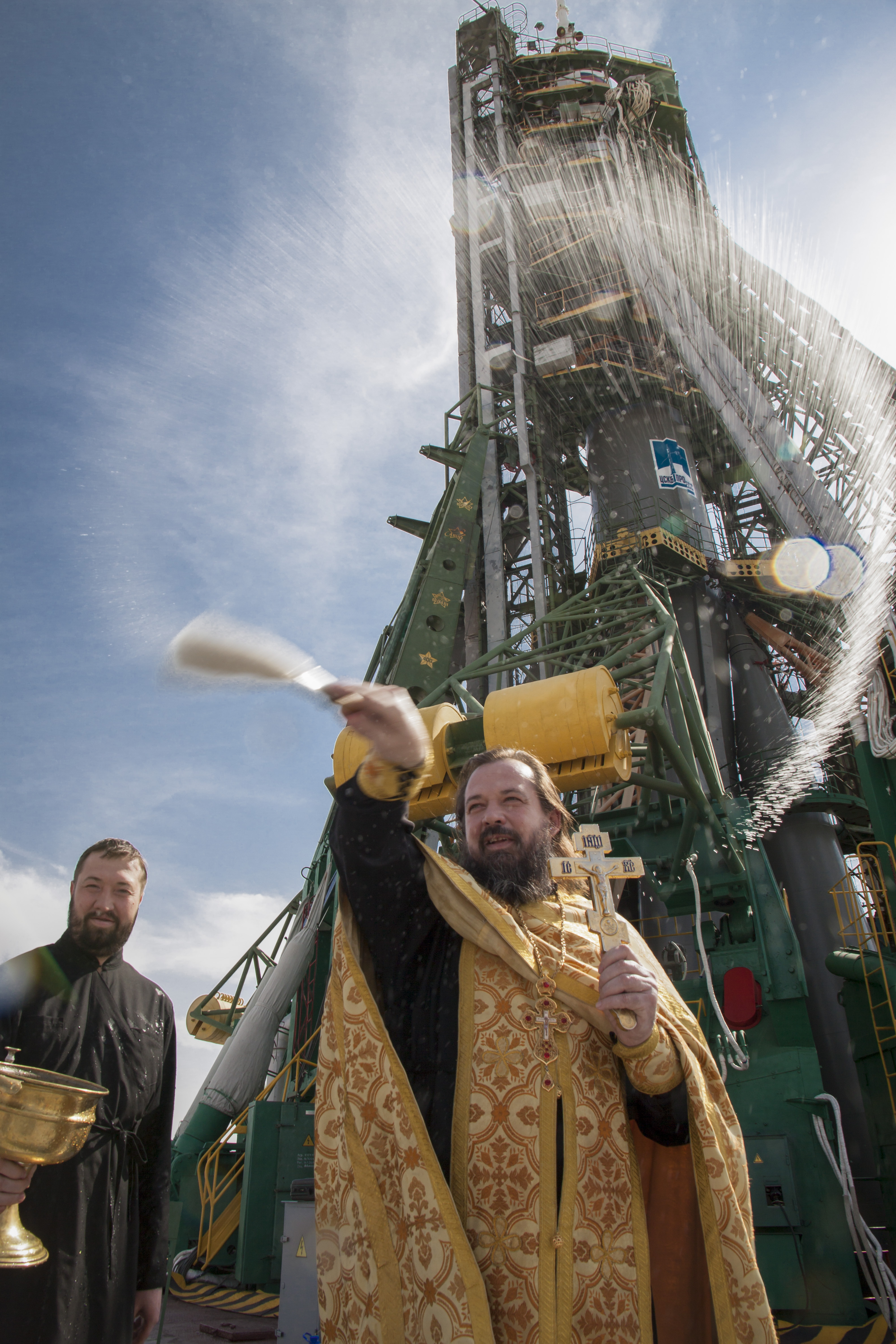
Poświęcenie rakiety (24.09.2013)
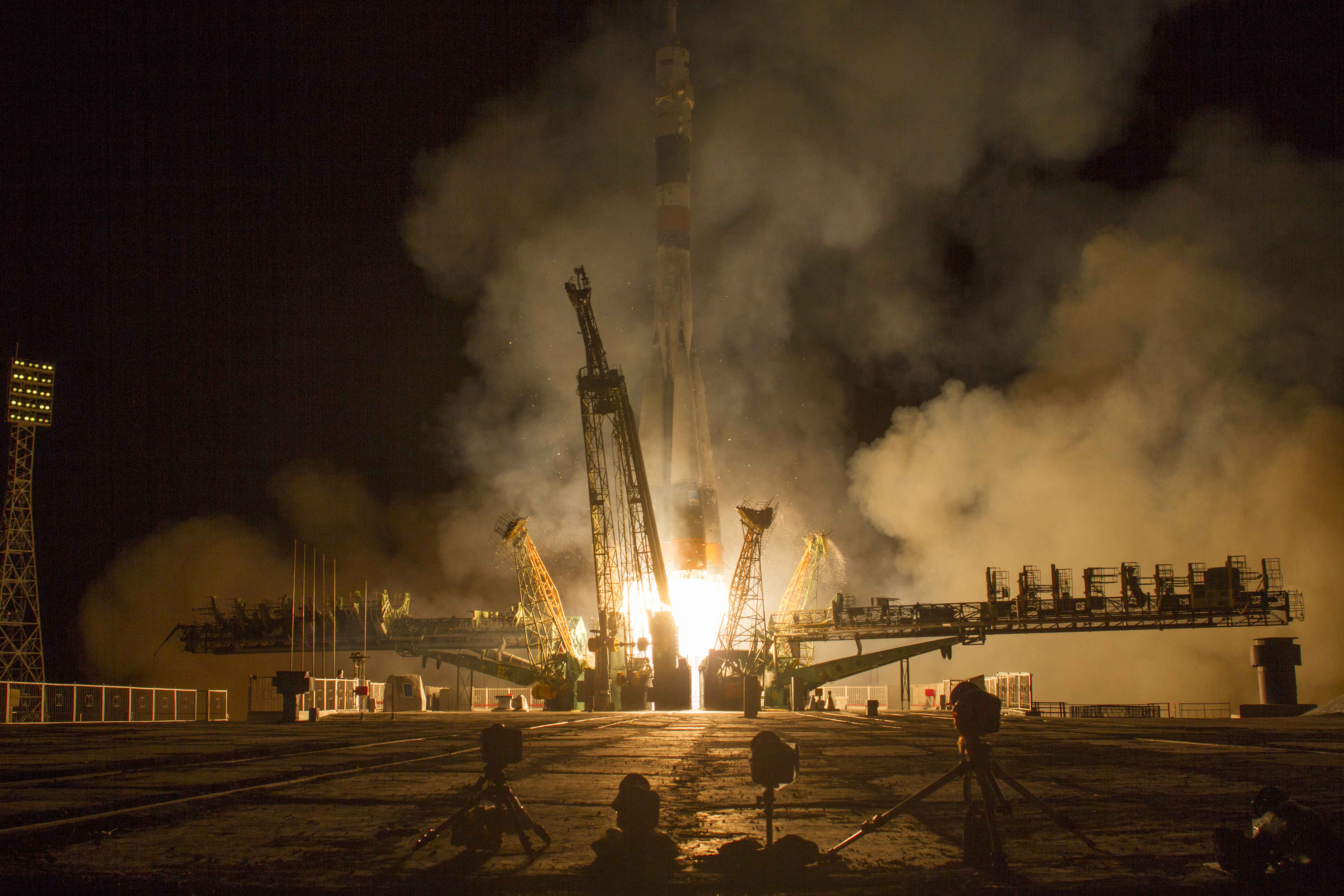
Start (25.09.2013)
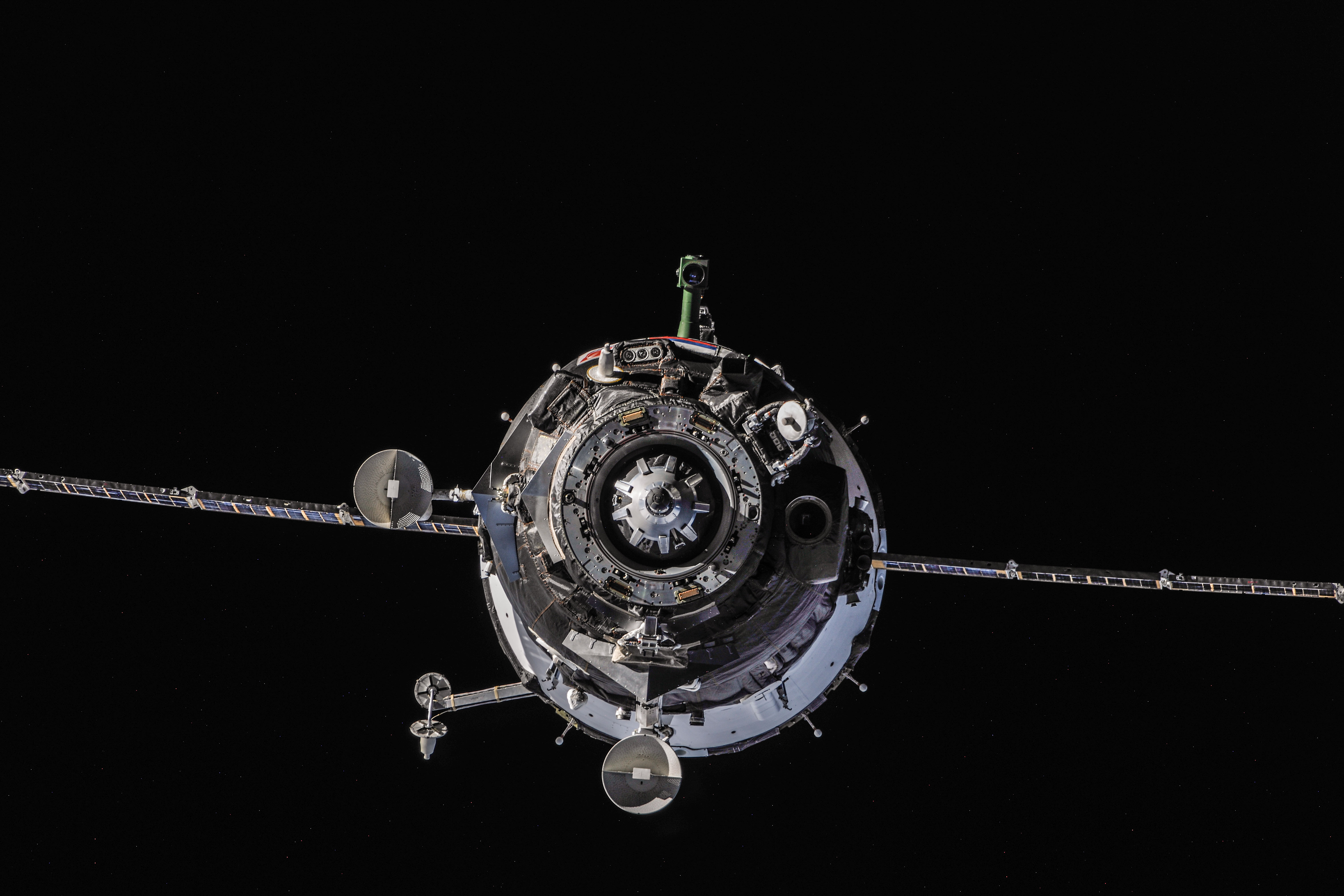
Podejście do ISS (26.09.2013)
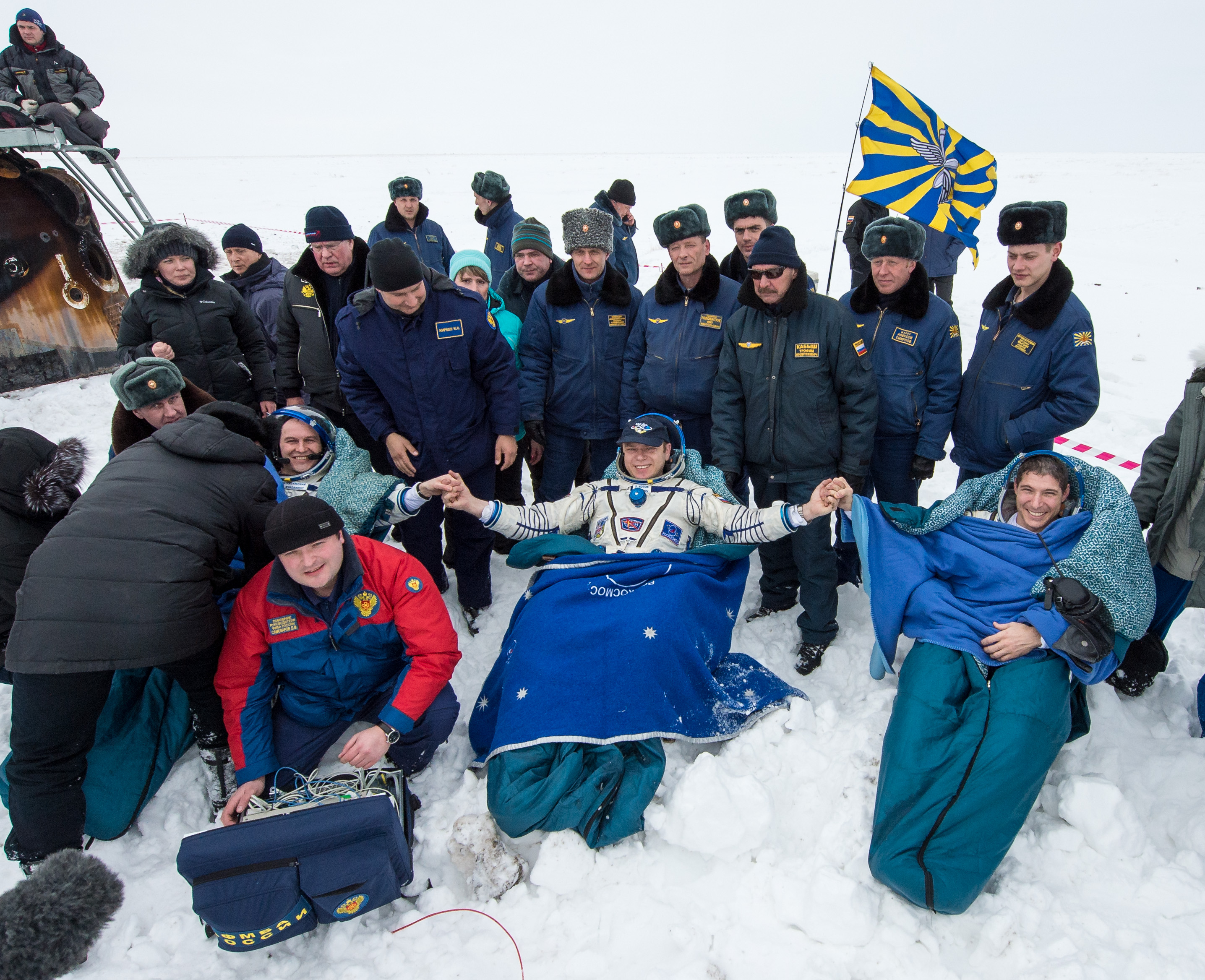
Wkrótce po lądowaniu (11.03.2014)